# 合川区
合川区（ごうせんく）は中華人民共和国重慶市北西部に位置する市轄区。重慶中心部からは北へ54km。四川省北部と重慶北部の道路や河川交通の要衝である。
区内では嘉陵江に渠江および涪江が合流する。また襄渝鉄路・遂渝快速鉄路・蘭渝鉄路・渝南高速公路など、重慶と四川省北部・陝西省・甘粛省など各地を結ぶ鉄道・高速道路が域内を通っており交通は至便。

## 地理

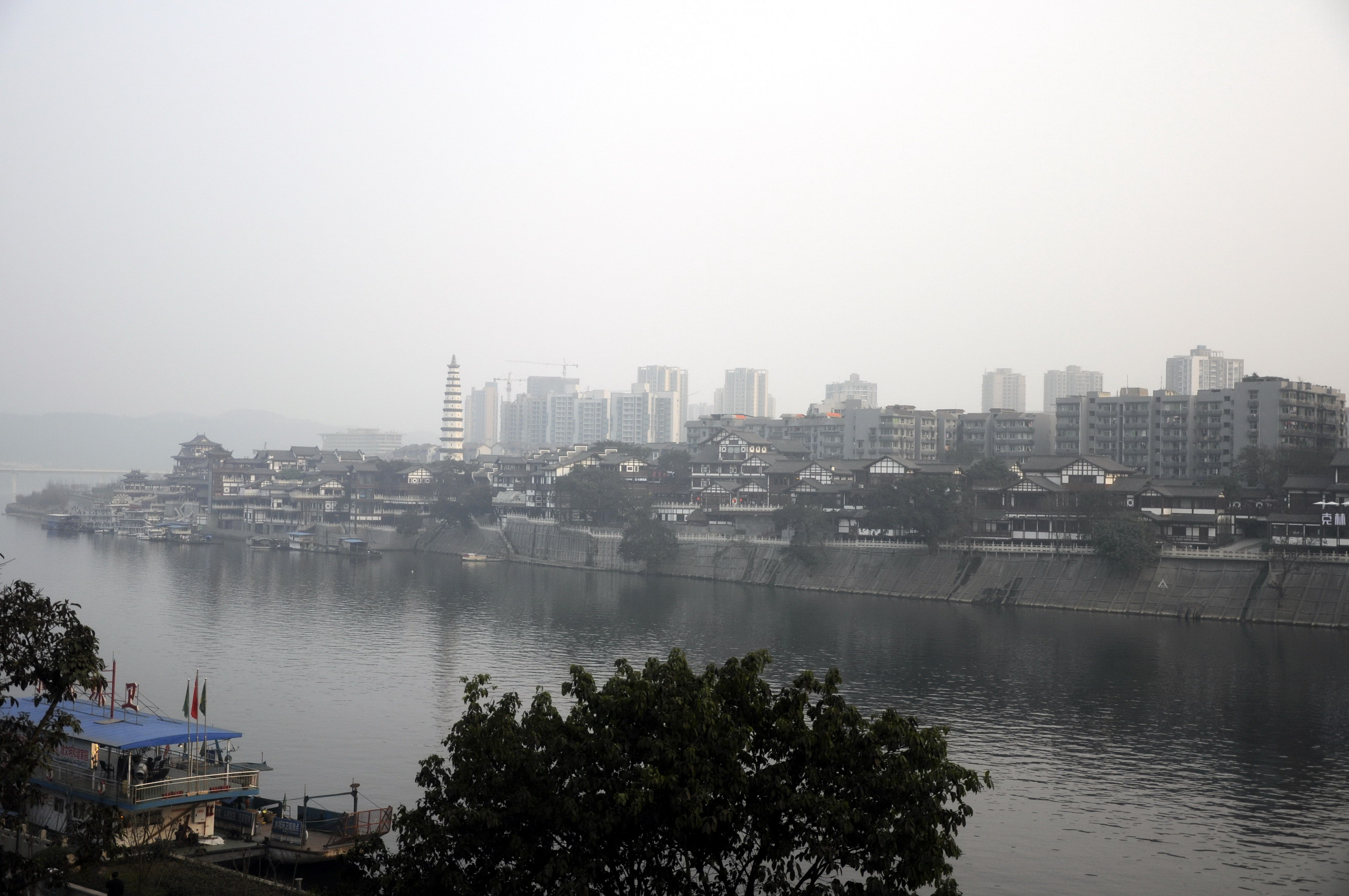
合川の涪江南岸の地区

合川区は四川盆地東部に位置し、重慶市の北大門の役割を果たしている。東経105.58'37"から106.40'37"、北緯29.51'02"から30.22'24"の間に広がっており、東西69km、南北は58kmにわたり、区の面積は2,356.21平方km。東は重慶市渝北区と四川省華鎣市に、南は北碚区・璧山区に、西南は銅梁区に、西北は四川省蓬渓県と重慶市潼南区に、北は四川省武勝県に、東北は四川省岳池県にそれぞれ接している。
区内東部の地形は、四川盆地の東部特有の平行嶺谷と呼ばれるもので、多数の褶曲山地とその間の平野が並行している地形である。また区内北部・西部では、四川盆地の中部によく見られる平緩丘陵と呼ばれるなだらかな丘陵と盆地が広がる。平行嶺谷の中でも、区内東南部を走る幅の細い山地・華鎣山（華鎣山脈）は区の面積の15.5%を占める（359平方km）。平緩丘陵は面積1,997.21平方kmに達し、区の面積の84.5%を占める。海抜は低いところで185m、高いところは華鎣山中の1284.2mとなる。

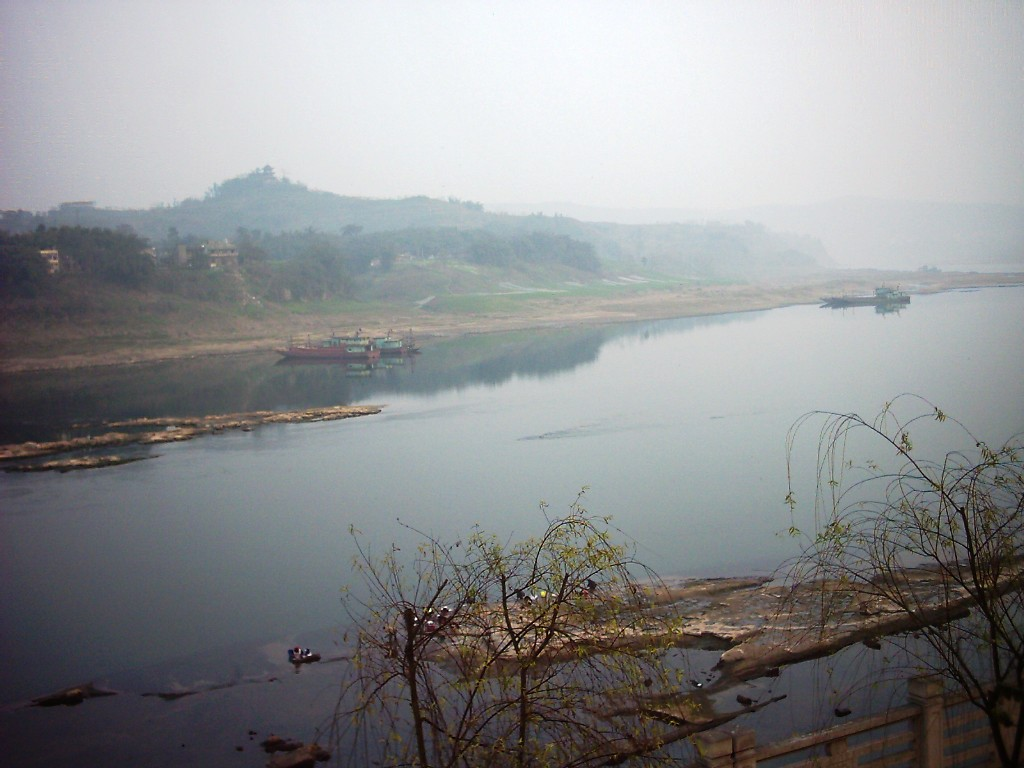
合川を流れる嘉陵江

## 歴史

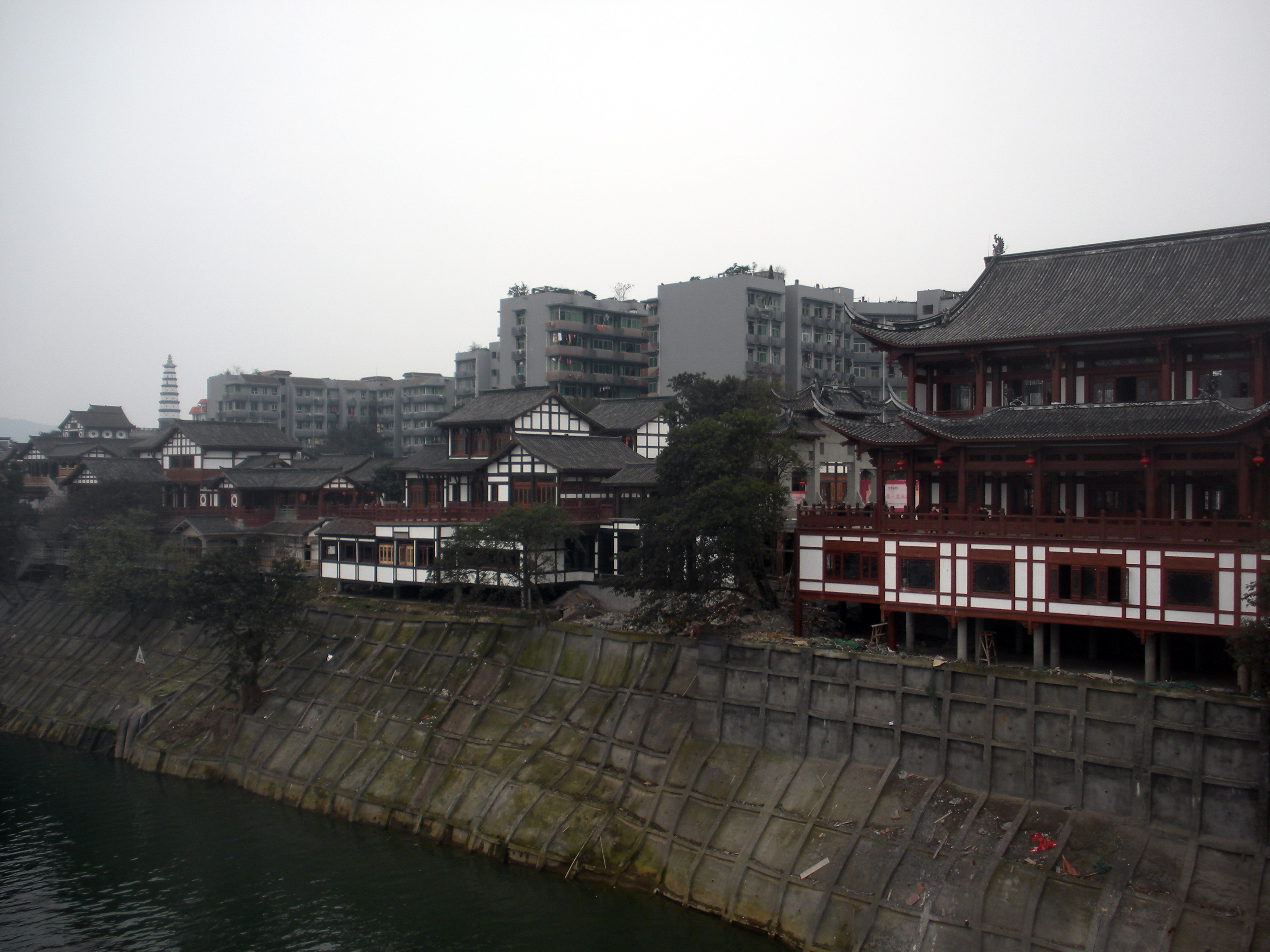
涪江の土手に沿って建つ中国の伝統的なスタイルの住宅

紀元前316年に墊江県が置かれた。もとは褻江という地名で、町の北で嘉陵江・涪江の二大河が合流しており、その水の衣のごとく重なった様から名づけられたが、漢書・地理志で墊江と誤記されて以来、墊江と書かれている。
巴国が四川盆地に入る前は、濮族の主要な居住地であり、現在の銅梁山のふもとにある「巴子城」は戦国時代の巴国の別都であった。
合川に初めて設置された行政区画は556年に西魏による合州であり、清末まで沿襲された。中華民国が成立すると1913年に嘉陵江・涪江が合流する地点に位置したことより合川県と改称された。
1992年8月4日、重慶市の管轄下にあった合川県は県級市・合川市に昇格、2006年10月22日に重慶市合川区に改編され現在に至る。

## 行政区画
下部に7街道、23鎮を管轄する。
- 街道

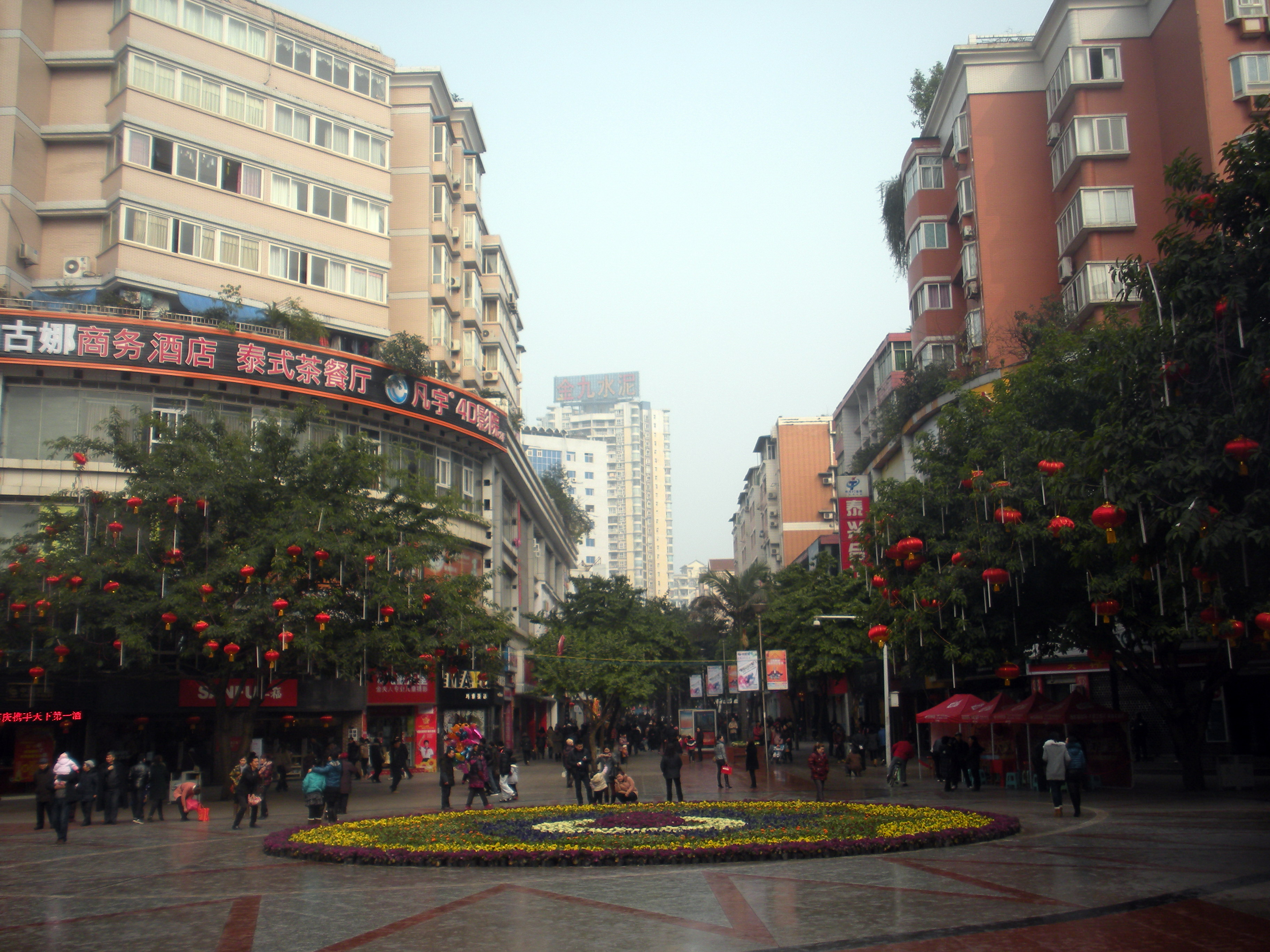
合川市街地の歩行者専用道路

  - 南津街街道、合陽城街道、釣魚城街道、塩井街道、草街街道、雲門街道、大石街道
- 鎮
  - 沙魚鎮、官渡鎮、淶灘鎮、肖家鎮、古楼鎮、三廟鎮、二郎鎮、竜鳳鎮、隆興鎮、銅渓鎮、双鳳鎮、獅灘鎮、清平鎮、土場鎮、小沔鎮、三匯鎮、香竜鎮、銭塘鎮、竜市鎮、燕窩鎮、太和鎮、渭沱鎮、双槐鎮

## 教育

### 大学
- 西南大学 電影電視学院、育才学院
- 重慶工商大学 派斯学院
- 重慶師範大学 渉外商貿学院、水産職業学院、城市職業学院、民生職業学院
- 重慶郵電大学 移通学院

## 名所・旧跡・観光スポット

### 古跡

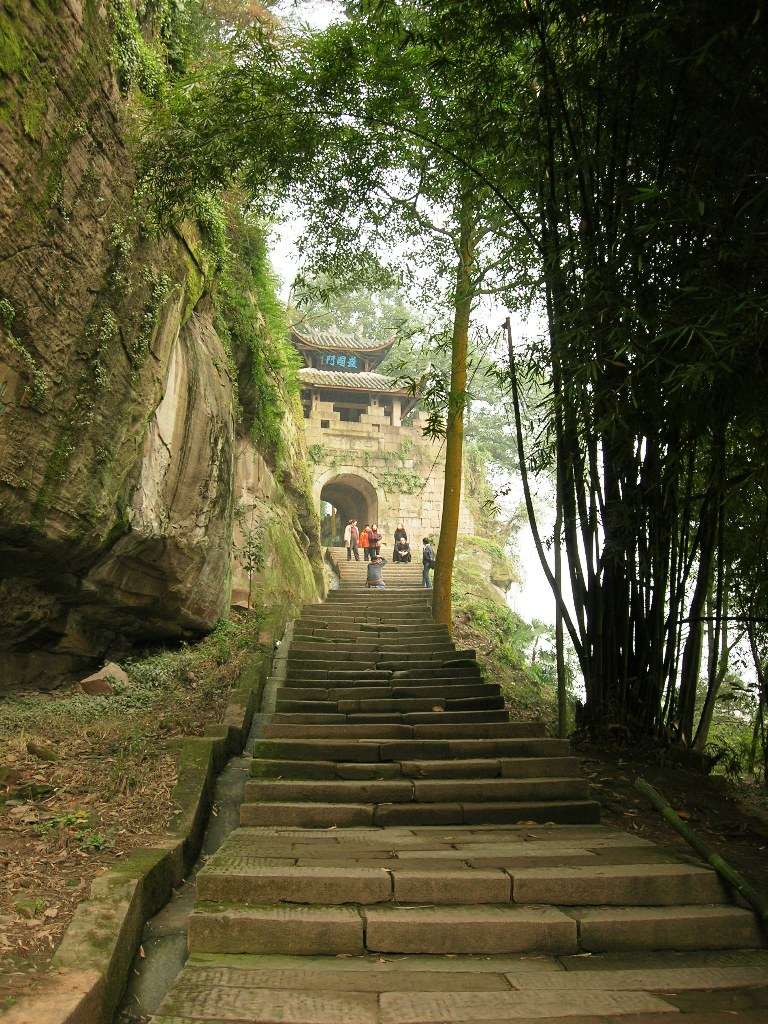
釣魚城

ゆかりの人物には北宋代の儒学者・周敦頤、中華民国時代から人民共和国にかけての資本家・政治家・教育家の盧作孚らがいる。
合川市街の東の嘉陵江南岸の山上にはモンゴル・南宋戦争における宋と元との古戦場として知られる釣魚城がある。重慶府を守るために築かれた城では、1243年から1279年にかけての36年間、南宋軍がモンゴル帝国軍に対して頑強に抵抗した。特に1259年の戦いではモンゴル軍の鉄騎兵部隊に対して城内の南宋軍は一歩も退かず、モンゴル軍を率いていた皇帝モンケ・ハンは城内からの砲撃で負傷して没し（あるいは事故での負傷、陣内に蔓延した疫病、毒殺ともされている）、モンゴル帝国のヨーロッパ・アフリカ方面への拡張は止まった。王堅や張玨といった武将の下で抵抗した軍民は1279年まで降伏することはなかった。
市街地の北東20kmにある淶灘鎮は、北宋に建設された町で、1999年には中国全国重点保護十大古鎮の一つとなったほどの古い町である。鎮の東南には二仏寺と、省級重点文物保護単位にも指定されている鷲鷹岩摩岩石刻があり、鷲鷹岩の中には中国に現存するわずかな禅宗道場の一つがある。その中の弥勒坐像は高さ17mで川東でも第二の規模であり、ここから二仏と呼ばれている。

## 交通

### 鉄道
- 蘭渝線
- 遂渝線
  - 合川駅

### 道路
- 高速道路
  -  蘭海高速道路
  -  銀昆高速道路
  -  合安高速道路（中国語版）
  -  重慶都市圏環線高速道路（中国語版）
- 国道
  - G212国道
  - G351国道（中国語版）

## 健康・医療・衛生
- 合川区人民医院
- 重慶市合川区中医院
- 合川区中西医結合医院
- 合川区婦幼保健院
- 重慶合川宏仁医院

## 友好都市
- アメリカ カリフォルニア州，ロサンゼルス郡，サンタモニカ